# Phare de Mostardas

Le phare de Mostardas se situe sur le territoire de la municipalité de Mostardas, sur la côte de l'État du Rio Grande do Sul, au Brésil, face à l'océan Atlantique sud.
Ce phare est la propriété de la Marine brésilienne  et il est géré par le Centro de Sinalização Náutica e Reparos Almirante Moraes Rego (CAMR) au sein de la Direction de l'Hydrographie et de la Navigation (DHN).

## Histoire
Il a été construit en maçonnerie en 1894. Il est situé à 20 km au nord de la ville de Tavares, dans une zone appartenant au Parc national de la Lagoa do Peixe.
Ce phare présente une hauteur focale de 39 m (128 pieds). C'est un feu à occultations émettant deux éclats rouges et blancs par période de 40 secondes. Sa portée maximale est de 34 milles nautiques (environ 63 km).
Identifiant : ARLHS : BRA065 ; BR4000 - Amirauté : G0614 - NGA :18956 .

### Sources
1. ↑  Site officiel : Marinha do Brasil